# Гордън Мъри
Гордън Мъри (роден 18 юни 1946 г.) е известен южноафрикански инженер-конструктор от „Формула 1“, проектирал и прочутата спортна кола McLaren F1. Известен е като много добър аеродинамик, негово хоби са колите с добро аероприлепяне и минимално тегло.

## Кариера във „Формула 1“
През 1969 г. Мъри отива да живее в Англия и постъпва на работа в Лотус. Много бързо се запознава с Рон Таурнак и той му предлага да отиде в Брабам. Когато Бърни Екълстоун купува тима, той прави Мъри главен дизайнер. Мъри му се отблагодарява по чудесен начин – конструира интересни коли, като прочутата „кола-вентилатор“ (Брабам ВТ46В), на два пъти Нелсън Пикет печели шампионата с кола, проектирана от Мъри (1981 и 1983 г.). Между 1973 г. и 1985 г., колите на Брабам печелят 22 победи, завършват конструкторския шампионат два пъти втори. 1986 г. обаче е пълен провал. Мъри изработва крайно амбициозният Брабам ВТ55 с много нисък център на тежестта. Колата обаче не е успешна и в края на сезона Мъри напуска тима.
В края на 1986 г. Мъри отива в Макларън. Престоят му там е много успешен. Проектирания от него Макларън МР4/4 през 1988 г. се оказва може би най-успешния болид в историята на Формула 1, печели 15 победи от 16 състезания. С него Айртон Сена постига първата си титла, а в конструкторския шампионат Макларън регистрират рекорд, ненадминат до края на века – 199 точки. През периода 1988 – 1991 Макларън печелят по 4 последователни конструкторски и пилотски шампионата.

## По-нататъшни проекти
През 1991 г. ФИА въвежда нови ограничения в аеродинамиката. Мъри решава, че вече е тотално ограничен и не може да се развива повече във Формула 1. Решава да работи по други проекти – в периода 1991 – 2004 работи към проектите на Макларън за серийна спортна кола – McLaren F1 и последвалия SLR McLaren. Независимо от работата си в Макларън Карс, Мъри създава „Ракетата“ – ултралека, отворена кола, задвижвана с еднолитров моторен двигател, изглеждащ като болид от Формула 1 от 60-те. Построена е от бившия състезател Крис Крафт и Лайт Кар Къмпани. Мъри е назначен за директор за напреднали концепции на „Капаро Вийкъл Продъктс“ и е част от „Проект Кимбър“ – група, тунинговаща „Смарт“ до модел АС. Освен това Гордън има собствена колонка в британско списание и редактира статии за американско такова.
През юли 2007 г. създава консултантската фирма „Гордън Мъри Дизайн“ и започва да работи по Т25 (Type 25) – прототип на нова градска кола, отличаваща се с лекота и икономичност.